# Тураханов, Давранбек Нуридинович
Давранбек Нуридинович Тураханов (род. 16 сентября 1974 года) — казахстанский пауэрлифтер.

## Карьера
Принимал участие в двух юниорских чемпионатах мира (1996, 1997), но лучший результат — 6 место.
На чемпионате мира 1998 года был 5-м, а на чемпионате 1999 года — 7-м.
В 2000 году становится чемпионом Азии в Зарафшане в категории до 75 кг. В 2001 году повторяет успех в Нью-Дели. А на чемпионате мира становится четвёртым.
Принимал участие во Всемирных играх 2001 года, где показал шестой результат. На чемпионате мира стал четвёртым.
В 2002, 2003, 2004 и 2005 годах снова становится чемпионом Азии.
Участвуя во Всемирных играх 2005 года, показал шестой результат. На чемпионате мира становится четвёртым.
В 2006 году становится чемпионом Азии и впервые поднялся на пьедестал чемпионата мира — занял третье место на чемпионате в Ставангере в категории до 82,5 кг.
В 2007 году вновь становится чемпионом Азии. А по результатам чемпионата мира — дисквалификация на срок 2 года.
В 2010 году после перерыва становится чемпионом Азии. И снова четвёртое место на чемпионате мира.
В 2011 году поднимается на пьедестал чемпионата мира (3 место). А также становится чемпионом Азии.
В 2012 году — золото чемпионата Азии.
В 2012 году чемпион кубок мира по классическому паурлифтингу .Шведция
В 2013 году завоёвывает серебро на I чемпионате мира по классическому пауэрлифтингу (без экипировки).
В 2014 году становится чемпионом Азии по классическому пауэрлифтингу, проведённому в рамках чемпионата Азии и Океании по классическом у пауэрлифтингу, на котором казахстанец занял третье место.
В 2015 году становится чемпионом Азии.
В 2016 году чемпионат мира 5 место
2017  году чемпион азии среди ветеранов
В 2018 году чемпион азии среди взрослих.индия